# Casa de Kienberg

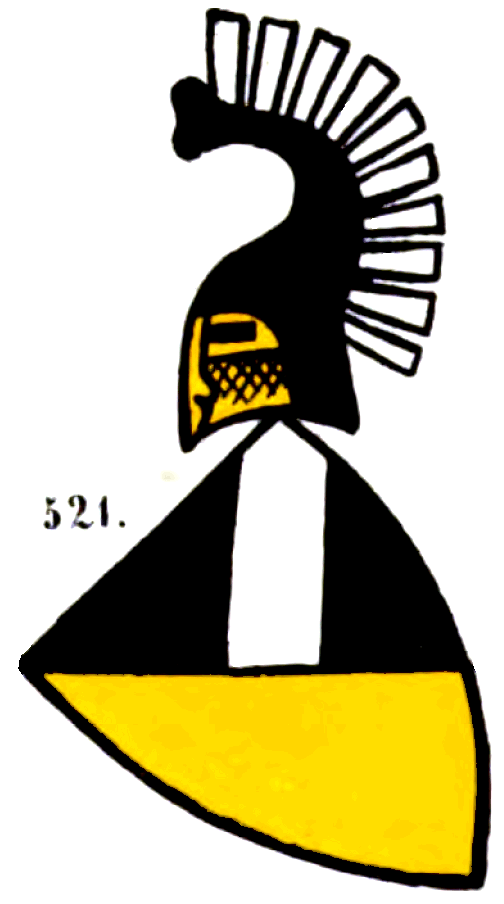
Blazonul casei de Kienberg

Casa de Kienberg a fost o familie nobiliară alemană din Kienberg, în Elveția, activă din secolul al XIII-lea. Casa de Kienberg a avut numeroase proprietăți în regiunea Pădurii Negre.